# Live und in Farbe
Live und in Farbe ist das vierte Livealbum der Kölner Rockband BAP. Es erschien 2009 bei EMI als 3-CD-Box. Es handelt sich bei dem Album um einen Zusammenschnitt von mehreren Konzerten der Radio-Pandora-Tour 2008/2009. Die meisten Titel wurden am 26. Dezember 2008 in Köln aufgenommen, weitere Titel noch in Stuttgart, Saarbrücken, Berlin, Neuried, Leipzig und Frankfurt. Alle Titel des Albums wurden während der ersten zehn Konzerte der Tournee aufgenommen und das Album noch während der laufenden Tournee veröffentlicht.

## Songs
Das Album beginnt wie die Konzerte mit einem Zitat aus Unterwegs (Originaltitel: On the road) von Jack Kerouac, das von Christian Brückner gesprochen wird. Auf diese Einleitung folgt das diesem Buch gewidmete Lied Wat für e`Booch! aus dem Album Radio Pandora. Die Songs des Albums sind wie ein Querschnitt durch die Band-Geschichte. Den Schwerpunkt bilden die Lieder aus dem Tour-Album Radio Pandora, aber aus fast jedem anderen Album der Band taucht mindestens ein Lied in der Setlist auf. Die Auswahl der Lieder entspricht der Setlist des Kölner Konzerts. Zwei der Lieder (Für `ne Moment und Arsch huh, Zäng ussenander) wurden nur auf diesem Konzert gespielt. Fünf Lieder (Frankie un er; Wolf un Skorpion; Hühr zo, Pandora; Souvenirs; Alexandra, nit nur do) wurden nicht am 26. Dezember gespielt. Es ist der Band aber wichtig gewesen, dass diese auf dem Album erscheinen. Wie üblich befindet sich auf dem Livealbum auch ein zusätzlicher eingekölschter Nicht-BAP-Song, in diesem Fall Millione Meile (Million Miles) von Rory Gallagher.

## Gastmusiker
Als Gastmusiker waren auf der Tournee Anne de Wolff, Rhani Krija und Jo Steinebach dabei, die auch schon bei den Radio-Pandora-Alben mitgewirkt hatten.

## Titelliste
CD 1
1. "Unterwegs" - 2:08
2. Wat für e’ Booch! - (H. Krumminga, W. Niedecken) - 5:06
3. Musik, die nit stührt - (M. Nass, W. Niedecken) - 4:15
4. Begrüßung - 0:58
5. Songs sinn Dräume - (M. Nass, W. Niedecken) - 5:26
6. Nemm mich met - (BAP, W. Niedecken) - 5:46
7. Rövver noh Tanger - (W. Kopal, W. Niedecken) - 4:56
8. Kron oder Turban - (W. Kopal, W. Niedecken) - 5:07
9. Diego Paz wohr nüngzehn - (H. Krumminga, W. Niedecken) - 8:01
10. Amerika - (K. Heuser, W. Niedecken) - 7:33
11. Frankie un er - (W. Niedecken) - 6:25
12. Magdalena (weil Maria hatt ich schon) - (W. Niedecken) - 7:15
13. Duude Bloome - (M. Nass, W. Niedecken) - 4:03
14. Rita, mir zwei - (W. Niedecken) - 3:51
15. Morje fröh doheim - (M. Nass, W. Niedecken) - 4:18

CD 2
1. Frau, ich freu mich - (K. Heuser, W. Niedecken) - 5:45
2. Aff un zo - (H. Krumminga, W. Niedecken) - 5:55
3. Et ess, wie’t ess - (H. Krumminga, W. Niedecken) - 4:16
4. Für ’ne Moment - (A. Büchel, J. Streifling, W. Kopal, W. Niedecken) - 4:14
5. Bandvorstellung - 1:14
6. Wolf un Skorpion - (H. Krumminga, W. Niedecken) - 5:48
7. Noh Gulu - (H. Krumminga, W. Niedecken) - 5:54
8. Bahnhofskino - (BAP, W. Niedecken) - 7:10
9. Für immer jung - (B. Dylan) - 6:35
10. Ne schöne Jrooss - (K. Heuser, W. Niedecken) - 5:16
11. Unger Krahnebäume - (H. Krumminga, W. Niedecken) - 3:25
12. Arsch huh, Zäng ussenander - (N. Nikitakis, W. Niedecken) - 6:21
13. Kristallnaach - (K. Heuser, W. Niedecken) - 6:00
14. Rääts un links vum Bahndamm - (K. Heuser, W. Niedecken) - 5:45

CD 3
1. Helfe kann dir keiner - (K. Heuser, W. Niedecken) - 5:06
2. Nix wie bessher - (K. Heuser, W. Niedecken) - 5:37
3. Ens em Vertraue - (K. Heuser, W. Niedecken) - 4:45
4. Do kanns zaubere - (K. Heuser, W. Niedecken) - 5:24
5. Hühr zo, Pandora - (W. Niedecken) - 4:52
6. Souvenirs - (J. Streifling, W. Niedecken) - 4:49
7. Millione Meile - (W.R. Gallagher) - 9:57
8. Verdamp lang her - (K. Heuser, W. Niedecken) - 8:42
9. Alexandra, nit nur do - (BAP, W. Niedecken) - 6:05
10. Wie ’ne blaue Ballon - (K. Heuser, W. Niedecken) - 5:17

## Sonstiges
Auf dem Albumcover findet man den Koffer mit Lautsprecher von den Radio-Pandora-Alben wieder, der während der Konzerte auf der Bühne vor dem Schlagzeug stand. Die CD-Label sind entsprechend dem Album-Titel jeweils (ein)farbig: rot, gelb und blau.